# Lucie Olbrechts-Tyteca
Lucie Olbrechts-Tyteca (* 1899 in Brüssel; † 1987) war eine belgische Literaturwissenschaftlerin und langjährige akademische Partnerin des Argumentationstheoretikers Chaïm Perelman, dem sie freiwillig assistierte.

## Leben
Olbrechts-Tyteca – aus einer einflussreichen Brüsseler Familie stammend – studierte literatur- und sozialwissenschaftliche Themen und Methoden an der Brüsseler Universität ohne je eine berufliche Laufbahn anzustreben. Später heiratete sie den elf Jahre älteren Statistiker Raymond Olbrechts und führte bis zu ihrer Begegnung mit dem Philosophen Chaïm Perelman im Jahr 1948 ein akademisch wie sozial zurückgezogenes Leben.
Olbrechts-Tyteca und Perelman erarbeiteten zwischen 1948 und 1984 ein umfangreiches Werk zur Argumentationstheorie, dessen Hauptbeitrag Traité de l'argumentation. La nouvelle rhétorique – zusammen mit dem im selben Jahr veröffentlichten Werk von Stephen Toulmin – maßgeblich zur Abkehr vom argumentationstheoretischen Logizismus beitrug. Der Einfluss blieb bis ins 21. Jhdt. hinein erhalten. Der exakte Beitrag Olbrechts-Tytecas zu diesem Werk und den anderen gemeinsamen Werken ist wissenschaftlich umstritten, aber in der Regel werden ihr die umfangreichen praktischen Teile zugeschrieben, Perelman dagegen die abstrakt-theoretischen Teile.
Als unabhängige Wissenschaftlerin etablierte sich Olbrechts-Tyteca mit ihrer Ausarbeitung zu Rhetorik und Comics, Le Comique du Discours von 1974.

## Werke
- Mit Chaïm Perelman: Rhétorique et philosophie. Presses Universitaires de France, Paris, 1952.
- Mit Chaïm Perelman: Traité de l'argumentation. La nouvelle rhétorique. Presses Universitaires de France, Paris, 1958. Deutsche Übersetzung: Die neue Rhetorik. Eine Abhandlung über das Argumentieren. Hrsg. von Josef Kopperschmidt. 2 Bde. Frommann-Holzboog, Stuttgart 2004, ISBN 3-7728-2229-0.
- Le Comique du Discours. Bruessels Press, 1974.